# 蔡承代
蔡承代（韓語：채승대），韓國電視劇編劇。

## 作品

### 電視劇
- 2013年：KBS《Drama Special－我舊錢包裡的記憶》
- 2013年：KBS《Drama Special－馬鬼》
- 2014年：KBS《感激時代：鬪神的誕生》
- 2016年：KBS《Master－麵條之神》
- 2019年：JTBC《我的國家》

## 外部連結
- NAVER搜索